# دفنباخية غامضة
الدفنباخية الغامضة أو الدفنباخية المبقعة أو الديفنباخيا (الاسم العلمي:Dieffenbachia seguine) هي نوع من النباتات يتبع جنس الدفنباخية من الفصيلة اللوفية.

## مرادف الاسم العلمي
- Dieffenbachia maculata (Lodd.) Sweet [3]